# Rogerstone
Rogerstone är en stadsdel och community i staden Newport i Wales, Storbritannien.